# Картіч
Картіч (нім. Kartitsch) — містечко й громада округу Лієнц в землі Тіроль, Австрія.
Картіч лежить на висоті  1353 над рівнем моря і займає площу  58,91 км². Громада налічує 833 мешканців. 
Густота населення 14/км².  
Громада розташувалася в долині річки Гайль.
Округ Лієнц, до якого належить Картіч, називається також Східним Тіролем. Від основної частини землі, 
Західного Тіролю, його відділяє смуга Південного Тіролю, що належить Італії. 
|                                 |
| Картіч на мапі округу та землі. |

 Адреса управління громади: Nr. 80, 9941 Kartitsch. 

## Виноски
1. ↑  Dauersiedlungsraum der Gemeinden Politischen Bezirke und Bundesländer - Gebietsstand 1.1.2018 — Статистичне управління Австрії.
2. ↑  Einwohnerzahl 1.1.2018 nach Gemeinden mit Status, Gebietsstand 1.1.2018 — Статистичне управління Австрії.
3. ↑  www.kartitsch.at. Архів оригіналу за 25 березня 2022. Процитовано 26 березня 2022.